# Diócesis de Shantou
La diócesis de Shantou o de Swatow (en latín: Dioecesis Scianteuvensis y en chino: 天主教汕头教区) es una circunscripción eclesiástica de la Iglesia católica en China. Se trata de una diócesis latina, sufragánea de la arquidiócesis de Cantón. Desde el 14 de julio de 2011 su obispo es Joseph Huang Bing-zhang, aunque para el Anuario Pontificio está vacante desde el 13 de abril de 1958. En 1994 la Asociación Patriótica Católica China le agregó la ciudad de Shanwei de la arquidiócesis de Cantón, sin el asentimiento de la Santa Sede. 

## Territorio y organización
La diócesis tiene 20 000 km² y extiende su jurisdicción sobre los fieles católicos de rito latino residentes en parte de la provincia de Cantón. 
La sede de la diócesis se encuentra en la ciudad de Shantou, en donde se halla la Catedral de San José, construida en 2006.
En 1950 en la diócesis existían 30 parroquias.

## Historia
El vicariato apostólico de Chaozhou (Kiaotsu) fue erigido el 6 de abril de 1914 con el breve Sollemne Domini del papa Pío X, separando el territorio del vicariato apostólico de Guangdong (hoy arquidiócesis de Cantón).
El 18 de agosto de 1915 tomó el nombre de vicariato apostólico de Shantou (Swatow).
El 20 de febrero de 1929 cedió una parte de su territorio para la erección de la prefectura apostólica de Jiaying (hoy diócesis de Jiaying) mediante el breve Pastorale officium del papa Pío XI.
El 11 de abril de 1946 el vicariato apostólico fue elevado a diócesis con la bula Quotidie Nos del papa Pío XII.
El 24 de octubre de 1949 la ciudad de Shantou fue ocupada por el Partido Comunista de China, que se impuso en la guerra civil y proclamó la República Popular China el 1 de octubre de 1949. El 4 de septiembre de 1951 China comunista expulsó al nuncio apostólico Antonio Riberi y la Santa Sede continuó reconociendo a la República de China en Taiwán como el legítimo gobierno chino. Todos los misioneros extranjeros fueron expulsados de China comunista en 1952, entre ellos el obispo holandés Charles Vogel.
La Asociación Patriótica Católica China fue creada con el apoyo de la Oficina de Asuntos Religiosos de la República Popular de China en 1957, con el objetivo de controlar las actividades de los católicos en China. Su nombre público es Iglesia católica china y es referida como la "Iglesia oficial" en contraposición a la "Iglesia subterránea" o "Iglesia clandestina" leal a la Santa Sede.
En el período de 1966 a 1976 la Revolución Cultural se ensañó especialmente contra la religión, destruyéndose numerosas iglesias y cesaron todas las actividades religiosas en la diócesis, que pudo reanudar sus operaciones a principios de la década de 1980.
El 27 de septiembre de 1981 fue consagrado el obispo "oficial" de la diócesis Jean Cai Tiyuan, fallecido el 24 de noviembre de 1997. Fue vicepresidente de la Asociación Patriótica Católica China, director de la comisión litúrgica de Oficial de la Conferencia Episcopal, miembro del equipo nacional popular del Congreso desde 1988.
En 1994 la Asociación Patriótica Católica China agregó a la diócesis la ciudad de Shanwei de la arquidiócesis de Cantón, sin el asentimiento de la Santa Sede. 
El 18 de septiembre de 2006 el papa nombró obispo de Shantou al sacerdote ordenado en secreto Peter Zhuang Jianjian.
El 14 de julio de 2011, fue ordenado sacerdote Joseph Huang Bingzhang en la catedral de Shantou, candidato elegido por el pueblo el 11 de mayo de 2011 sin el consentimiento de la Santa Sede. La ordenación, que en las semanas anteriores había suscitado tensiones en la Iglesia local, no fue reconocida por Roma y Joseph Huang Bingzhang, "ordenado sin mandato pontificio y por tanto ilegítimamente", fue excomulgado por el papa.
El 22 de septiembre de 2018 se firmó en Pekín el Acuerdo provisional entre la Santa Sede y la República Popular de China sobre el nombramiento de los obispos. El 22 de octubre de 2020 el acuerdo fue prorrogado por otros dos años y en octubre de 2022 por otros dos años más.
Tras el acuerdo de 2018 el conflicto sobre el obispo legítimo de Shantou se resolvió: Peter Zhang Jianjian, de ochenta y siete años, se convirtió en obispo emérito, mientras que Joseph Huang Bingzhang, vuelto a la plena comunión con el papa, pudo asumir legítimamente el papel pastoral de dirección de la diócesis. La comunicación de la Santa Sede fue recibida por los interesados el 12 de diciembre de 2018 en Pekín en el marco de una celebración eclesial. La entrega se celebró el 22 de enero de 2019 en una ceremonia en la iglesia del condado de Jiexi en la que participaron ambos prelados.
Debido a la situación particular de la Iglesia católica en China, la Santa Sede no nombra obispos para las diócesis chinas, que son sedes oficialmente vacantes incluso en presencia de obispos reconocidos por Roma.

## Estadísticas
Según el Anuario Pontificio 2002 la diócesis tenía a fines de 1950 un total de 30 000 fieles bautizados.
| Año                                                                             | Población            | Población | Población      | Sacerdotes | Sacerdotes    | Sacerdotes    | Bautizados por sacerdote | Diáconos permanentes | Religiosos | Religiosos | Parroquias |
| Año                                                                             | Bautizados católicos | Total     | % de católicos | Total      | Clero secular | Clero regular | Bautizados por sacerdote | Diáconos permanentes | Varones    | Mujeres    | Parroquias |
| ------------------------------------------------------------------------------- | -------------------- | --------- | -------------- | ---------- | ------------- | ------------- | ------------------------ | -------------------- | ---------- | ---------- | ---------- |
| 1950                                                                            | 30 000               | 5 000     | 0.6            | 59         | 59            |               | 508                      |                      |            | 15         | 30         |
| Fuente: Catholic-Hierarchy, que a su vez toma los datos del Anuario Pontificio. |                      |           |                |            |               |               |                          |                      |            |            |            |

## Episcopologio
- Adolphe Rayssac, M.E.P. † (17 de julio de 1914-1 de mayo de 1935 renunció)
- Charles Vogel, M.E.P. † (9 de diciembre de 1935 por sucesión-13 de abril de 1958 falleció)
  - Sede vacante
  - Jean Cai Tiyuan † (27 de septiembre de 1981 consagrado-24 de noviembre de 1997 falleció) (obispo oficial)
  - Peter Zhuang Jianjian (18 de septiembre de 2006 consagrado-12 de diciembre de 2018 retirado) (obispo clandestino)
  - Joseph Huang Bing-zhang, desde el 14 de julio de 2011